# Memória auxiliar

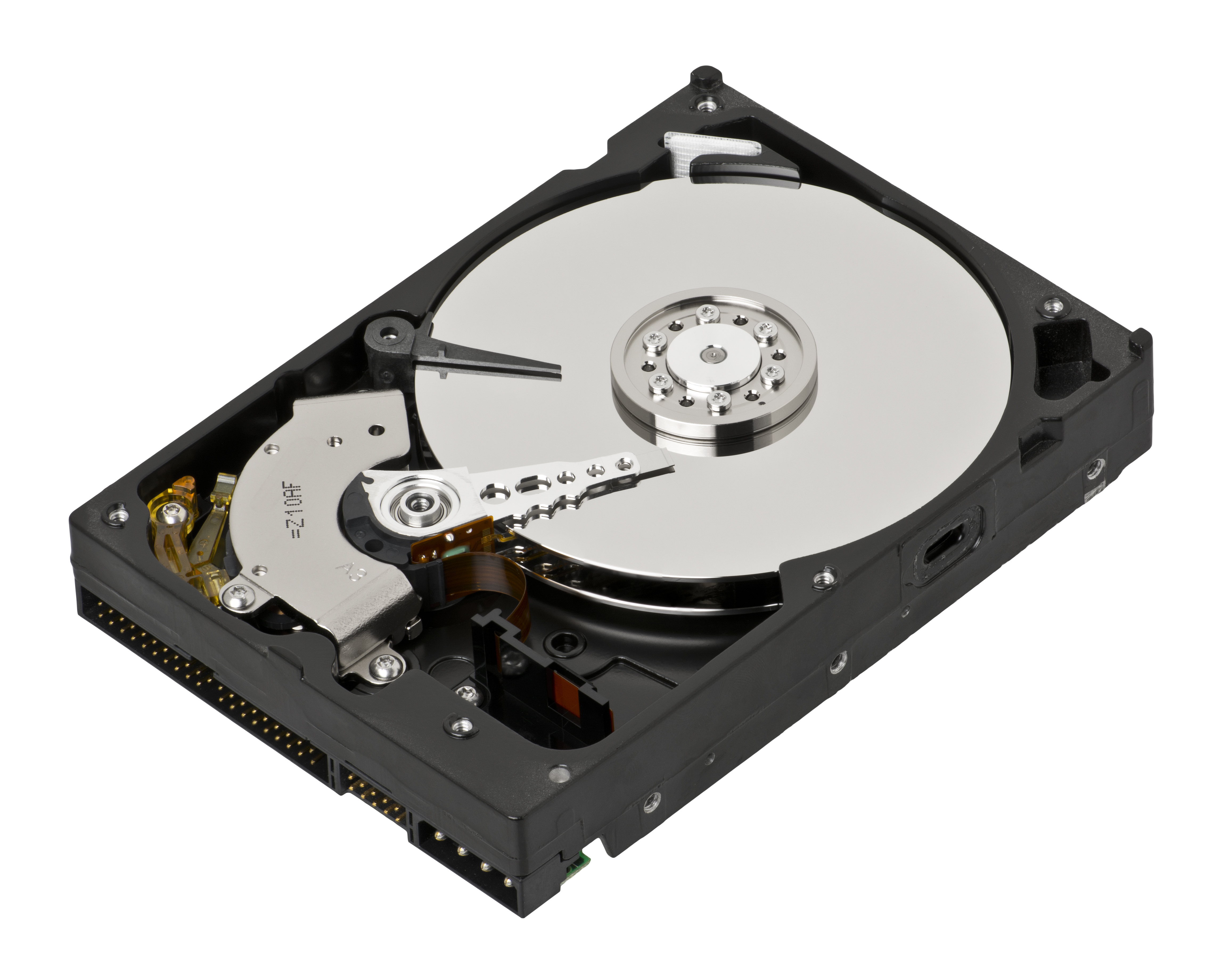
Exemplo comum de memória externa,
um disco rígido.

Memória auxiliar (mais conhecida no meio de TI como memória externa ou ainda memória secundária) são os componentes (do computador) responsáveis por armazenar dados permanentemente. Estas memórias auxiliares mantêm os dados guardados mesmo após o desligamento do computador.
A memória externa, é geralmente constituída por meios magnéticos externos à CPU, como fita magnética, disquete, disco zip, CD, etc. Difere da memória de acesso aleatório (interna ou principal) pelo fato dessa última ser de característica volátil (os dados se perdem após o desligamento do computador).
Mais recentemente a memória externa vem se popularizando no formato de unidade de estado sólido.